# NGC 2857
NGC 2857 (również PGC 26666, UGC 5000 lub Arp 1) – galaktyka spiralna (Sc), znajdująca się w gwiazdozbiorze Wielkiej Niedźwiedzicy. Odkrył ją 9 stycznia 1856 roku R.J. Mitchell – asystent Williama Parsonsa.
W galaktyce tej zaobserwowano supernową SN 2012fg.